# Christopher Cross (album)
| Đánh giá chuyên môn | Đánh giá chuyên môn |
| Nguồn đánh giá      | Nguồn đánh giá      |
| Nguồn               | Đánh giá            |
| ------------------- | ------------------- |
| AllMusic            | [ 1 ]               |

Christopher Cross là album đầu tay của ca sĩ - nhạc sĩ người Mỹ Christopher Cross. Album được thu âm vào giữa năm 1979 và được phát hành vào tháng 12 cùng năm. Album ban đầu chỉ được thu âm dưới định dạng kỹ thuật số 3M Digital Recording System.
Christopher Cross được coi là album quan trọng nhất của thể loại soft rock trong thập niên 1980. Album giành được 5 giải Grammy, trong đó có 4 giải Grammy cao quý nhất là Album của năm, Thu âm của năm, Bài hát của năm và Nghệ sĩ mới xuất sắc nhất. Đây cũng chính là album đầu tiên trong lịch sử giành được trọn vẹn bộ 4 giải thưởng Grammy này, trước khi Norah Jones phá kỷ lục với Come Away with Me vào năm 2003.

## Danh sách ca khúc
Các ca khúc đều được sáng tác bởi Christopher Cross.
1. "Say You'll Be Mine" – 2:53
2. "I Really Don't Know Anymore" – 3:49
3. "Spinning" (cùng Valerie Carter) – 3:59
4. "Never Be the Same" – 4:40
5. "Poor Shirley" – 4:20
6. "Ride Like the Wind" – 4:32
7. "The Light Is On" – 4:07
8. "Sailing" – 4:14
9. "Minstrel Gigolo" – 6:00
10. "Mary Ann" (bonus track cho ấn bản 2012 CD tại Nhật) – 2:52

"Mary Ann" ban đầu được sáng tác cho chương trình YAMAHA World Music Festival tại Nhật và trở thành đĩa đơn năm 1980 tại đây.

## Thành phần tham gia sản xuất
- Christopher Cross – hát chính, guitar điện, guitar acoustic (1, 4, 6-9), hát bè (1, 5-8), guitar solo (5, 6)
- Michael Omartian – piano (1-4, 6, 7, 8), synthesizer (9), hát bè (9)
- Rob Meurer – synthesizer (2-4, 6-8), piano điện (3, 4, 7, 8), celesta (3), piano (5, 9), organ (5)
- Jay Graydon – guitar solo (1, 4)
- Larry Carlton – guitar solo (2, 7)
- Eric Johnson – guitar solo (9)
- Andy Salmon – bass
- Tommy Taylor – trống
- Lenny Castro – định âm (1, 2, 4-7, 9)
- Victor Feldman – vibraphone (3, 4), định âm (3, 7, 8)
- Jim Horn – saxophone (2, 6)
- Jackie Kelso – saxophone (2, 6)
- Don Roberts – saxophone (2, 6)
- Tomás Ramírez – sax solo (9)
- Lew McCreary – trombone (2, 6)
- Chuck Findley – trumpet (2, 6), flugelhorn (3)
- Assa Drori – concertmaster (3, 5, 6, 8)
- Nicolette Larson – hát bè (1)
- Michael McDonald – hát bè (2, 6)
- Valerie Carter – hát chính và hát bè (3)
- Myrna Matthews – hát bè (4)
- Marty McCall – hát bè (4)
- Stormie Omartian – hát bè (4)
- Don Henley – hát bè (7)
- J.D. Souther – hát bè (7)

Sản xuất
- Michael Omartian – sản xuất
- Michael Ostin – trợ lý sản xuất
- Chet Himes – kỹ thuật viên âm thanh
- Stuart Gitlin – trợ lý kỹ thuật viên âm thanh
- Bobby Hata – chỉnh âm
- Danny Henderson và James Flournoy Holmes – chỉ đạo nghệ thuật
- James Flournoy Holmes và Wonder Graphics – thiết kế
- Jim Newhouse – ý tưởng chim hồng hạc

## Xếp hạng
| Bảng xếp hạng (1980–1981)    | Vị trí cao nhất |
| ---------------------------- | --------------- |
| Album Hà Lan (Album Top 100) | 14              |
| Album New Zealand (RMNZ)     | 16              |
| Album Anh Quốc (OCC)         | 14              |
| Album Hoa Kỳ Billboard 200   | 6               |

| Bảng xếp hạng (1980) | Vị trí |
| -------------------- | ------ |
| US Billboard 200     | 17     |
| Bảng xếp hạng (1981) | Vị trí |
| US Billboard 200     | 4      |

## Chứng chỉ
| Quốc gia                                                                           | Chứng nhận  | Số đơn vị/doanh số chứng nhận |
| ---------------------------------------------------------------------------------- | ----------- | ----------------------------- |
| Úc (ARIA)                                                                          | 2× Bạch kim | 140.000^                      |
| Pháp (SNEP)                                                                        | Bạch kim    | 300.000*                      |
| Đức (BVMI)                                                                         | Vàng        | 250.000^                      |
| Hà Lan (NVPI)                                                                      | Vàng        | 50.000^                       |
| New Zealand (RMNZ)                                                                 | Vàng        | 7.500^                        |
| Tây Ban Nha (PROMUSICAE)                                                           | Vàng        | 50.000^                       |
| Anh Quốc (BPI)                                                                     | Bạch kim    | 300.000^                      |
| Hoa Kỳ (RIAA)                                                                      | 5× Bạch kim | 5.000.000^                    |
| * Chứng nhận dựa theo doanh số tiêu thụ. ^ Chứng nhận dựa theo doanh số nhập hàng. |             |                               |

## Danh hiệu
Các giải Grammy được trao cho Cross và đĩa đơn "Sailing":
| Năm  | Hạng mục                                      | Đạt giải          |
| ---- | --------------------------------------------- | ----------------- |
| 1981 | Album của năm                                 | Christopher Cross |
| 1981 | Giai điệu hòa tấu với giọng hát xuất sắc nhất | "Sailing"         |
| 1981 | Thu âm của năm                                | "Sailing"         |
| 1981 | Bài hát của năm                               | "Sailing"         |
| 1981 | Nghệ sĩ mới xuất sắc nhất                     | Christopher Cross |